# Krystal Boyd
Krystal Boyd, vlastním jménem Ksenija Kondraťeva (rusky Ксения Кондратьева), známá také jako Anjelica, Abbie (* 14. dubna 1993 v Moskvě) je ruská pornoherečka a fetiš modelka.

## Kariéra
Narodila se v Moskvě. Zpočátku se začala objevovat jako modelka na internetu, později přijala nabídku fotografování pro magazín pro dospělé. Svou kariéru ve filmu pro dospělé začala v roce 2011 v 18 letech. Pracovala mimo jiné pro Video Art Holland, Juicy Entertainment, Paradise Films a Evil Angel. Hrála mimo jiné v Little Anal Angels 2 (2011), Right Touch (2016), Temptations (2016) a Young And The Bushless 2 (2016).